# Pterocarpus angolensis
Pterocarpus angolensis DC., (detto anche legno africano o legno selvaggio, portoghese: Girassonde, Afrikaans: Kiaat, Sotho: Moroto, Tswana: Mokwa, venda: Mutondo, shona: Mukwa e Mubvamaropa, Zulu: Umvangazi)
, è una pianta della famiglia delle Fabacee, nativa nell'Africa meridionale, in Angola, Mozambico, Namibia, Sudafrica, Swaziland, Tanzania, Zaire, Zimbabwe e Zambia. È un albero protetto in Sud Africa. Il nome Kiaat, sebbene afrikaans, è talvolta usato anche al di fuori del Sudafrica. In Zimbabwe, a seconda della regione in cui ti trovi, è conosciuto come Mukwa o Mubvamaropa.

## Descrizione
È un albero deciduo, che di solito cresce all'altezza di 16 metri, con una corteccia marrone scuro ed una chioma alta e larga formata da foglie composte. Nelle zone favorite dall'umidità, gli alberi crescono tipicamente di 18–19 metri d'altezza.
Le foglie appaiono insieme ai fiori o subito dopo, ed esse sono alternate, di verde intenso, imparipennate, con 11-19 foglie alternate, che misurano 2,5–7 centimetri di lunghezza e 2-4,5 centimetri di larghezza.
Produce un'abbondanza di fiori profumati, arancioni-gialli, a pannocchia, lunghi 10-20 centimetri. La fioritura avviene di primavera e in Africa Meridionale, di solito alla fine della stagione secca, spesso intorno a metà ottobre.
Il seme ha il diametro di 2-3 centimetri e ha un'ala circolare con diametro di 8-12 centimetri, che ricorda un uovo fritto marrone e contiene un solo seme. Questo contorno marrone insieme ad un baccello appuntito rimane a lungo dopo che le foglie sono cadute. In luoghi poco drenati, l'albero può ancora crescere ma assume una forma più aperta con foglie all'estremità di lunghi rami, con l'aspetto di una testa di cervo.

## Distribuzione e habitat
Pterocarpus angolensis cresce in Africa meridionale e orientale su una vasta gamma delle località dove c'è una stagione secca in contrasto con una stagione umida. Il tipo di suolo deve essere o un terreno sabbioso profondo o pendii rocciosi ben drenati dove la piovosità sia di 500 millimetri all'anno. Cresce bene in aree di boschi aperti come l'altopiano di Mashonaland nello Zimbabwe e la regione settentrionale del Kwazulu-Natal del Sud Africa, dove assume un'ampia chioma con rami pesanti, ed è una specie pioniera sui boschi e ai margini delle foreste. I migliori esemplari crescono nei boschi chiusi stagionali del Mozambico centrale e in parti del Malawi, dove a volte formano boschetti puri.

## Ecologia
Pterocarpus angolensis è fonte di cibo per molti animali tra cui la ninfa del corbezzolo allo stato larvale, scoiattoli, babbuini e scimmie che si nutrono dei baccelli del seme. L'elefante è noto per distruggere il P. angolensis.

## Usi
Il durame è resistente alla piralide e alle termiti, è durevole e ha un gradevole profumo speziato. Il legno si lucida bene ed è ben noto nell'Africa tropicale come Mukwa quando viene utilizzato per realizzare mobili di buona qualità che hanno un attraente colore giallo-brunastro chiaro. Può essere utilizzato anche per armadi e attrezzi. Poiché il legno non si gonfia o si restringe molto è ottimo per la costruzione di canoe. Mobili e armadi sono spesso realizzati con l'alburno rossastro, che è un risultato della notevole linfa rosso scura dell'albero, da cui deriva il nome alternativo Legno di sangue. Questo legno produce un ricco, un risonanante suono e può essere usato per costruire alcuni differenti strumenti musicali. In Zimbabwe, la mbira è tradizionalmente fatto dal Mukwa.
È apprezzato per parecchi usi medicinali. È noto per trattare tigna, problemi agli occhi, febbre dalle acque nere, dolori lancinanti, malaria e per aumentare la fornitura di latte materno. La somiglianza della linfa con il sangue ha portato alla credenza in presunti poteri magici di guarigione riguardanti il sangue. Viste queste ragioni e visto che è resistente al fuoco viene piantato a volte nei recinti principali come staccionata vivente